# Carlos Arce
Carlos Dario Arce (Lanús, Argentina, 4 de febrero de 1985), futbolista argentino.

## Clubes (5)
| Club                    | País      | Año           |
| ----------------------- | --------- | ------------- |
| CA Lanús                | Argentina | 2003 - 2006   |
| La Paz FC (préstamo)    | Bolivia   | 2006          |
| CA Lanús                | Argentina | 2006-2011     |
| Club Atlético Atlanta   | Argentina | 2011-2012     |
| Club Atlético San Telmo | Argentina | 2012-2013     |
| El Ceibo- Casbas        | Argentina | 2018-presente |

- Datos: Q5041781